# Johann Hinrich Fehrs
Johann Hinrich Fehrs (ur. 10 kwietnia 1838 w Mühlenbarbek w Holsztynie, zm. 17 sierpnia 1916 w Itzehoe) – pisarz i poeta języków niemieckiego i dolnoniemieckiego.
Był synem weterynarza, uczył się w Eckernförde, w 1862 został nauczycielem. Najsłynniejszym jego dziełem jest powieść Maren.

## Dzieła
Po niemiecku:
- Krieg und Hütte (1872),
- Eigene Wege (1873),
- In der Wurfschauel (1877)
- Zwischen Hecken und Halmen (1886).

Po dolnoniemiecku:
- Lütj Hinnevk (1883),
- Allerhand Slag Lüd, w dwóch tomach (1887-91),
- Ettgron (1901),
- Ut Ilenbeck (1901),
- Maren (1907).